# Oil Rush
Oil Rush est un jeu vidéo de type stratégie en temps réel et tower defense développé et édité par Unigine Corp, sorti en 2012 sur Windows, Mac, Linux, iOS et Android.